# Slovacchi di Romania

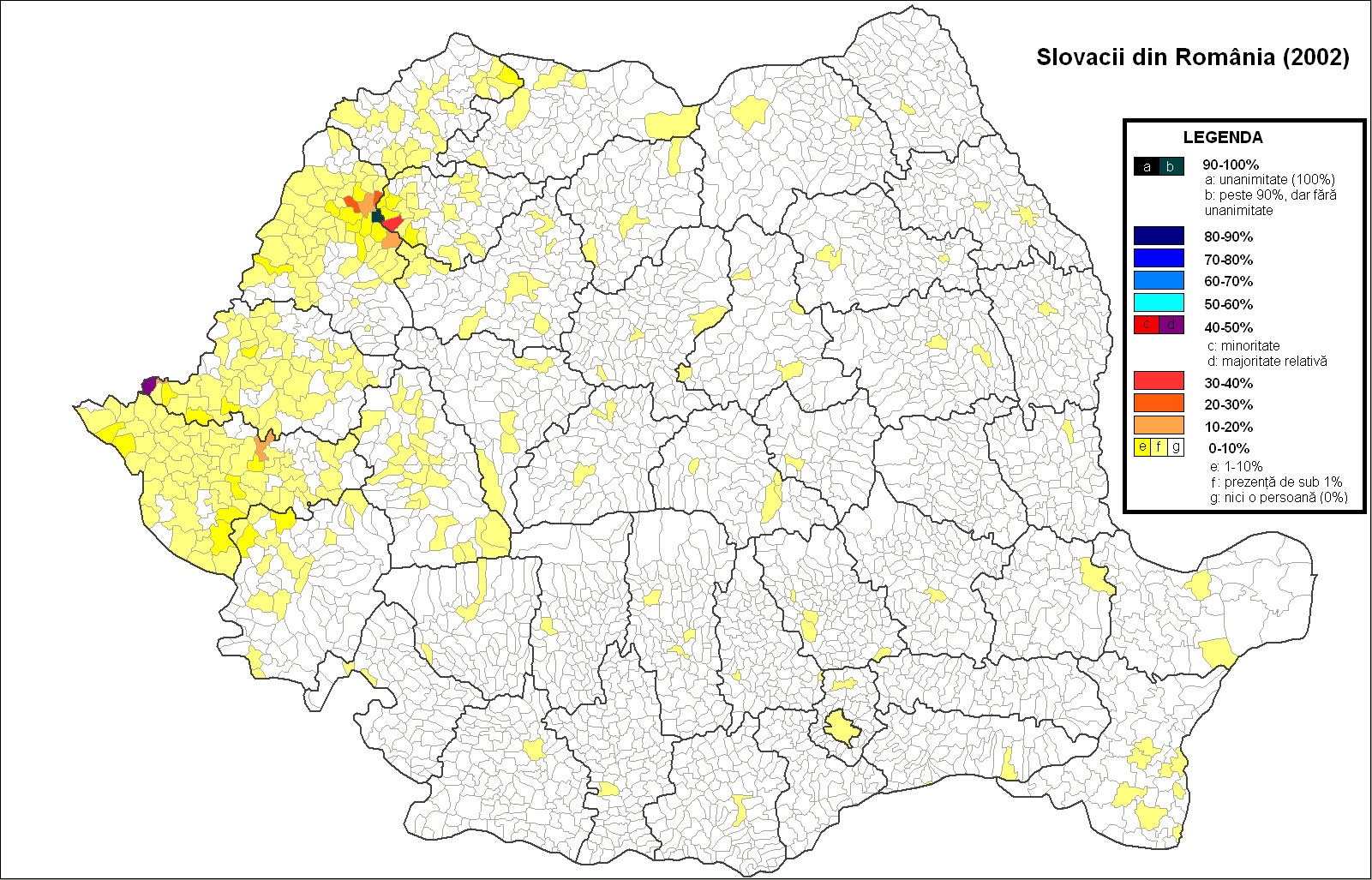
Distribuzione della comunità slovacca in Romania, censimento del 2002.

Gli slovacchi di Romania (in lingua slovacca: slováci) sono uno dei gruppi etnici in Romania minoritario, che conta 17.199 persone, secondo censimento 2002. 

## Demografia
Rappresentano lo 0,1% della popolazione totale della Romania. Vivono per la maggior parte nella parte nord occidentale del paese, nei distretti di Bihor e  Arad, con percentuali rispettivamente del 1,22% e 1,25% della popolazione totale. Nella comunità slovacca di Sălaj c'è la popolazione più "assimilata", con eccezione di Făgetu (Sălaj), che nel censimento 2002 contava circa 700 slovacchi.
Il municipio di Plopiș, slovacco, ha inaugurato nel 2006 un centro telefonico e internet amministrato dalla Chiesa cattolica di Slovacchia.
Secondo censimento del 2002 la popolazione totale slovacca di Plopiș (incluso Făget) era di 901 individui.
La comunità più grande della Romania risiede nella città Nădlac (distretto di Arad), con una maggioranza relativa. Su 8.144 individui, 3.844 si dichiaravano slovacchi (47,20%), 3.696 romeni (45,38%), 264 magiari (2,24%) ș.a.m.d.
Il comune con la maggioranza assoluta di slovacchi è Șinteu, Bihor, con 1.287 individui totali e 1.264 dichiaratisi slovacchi, 19 romeni e 4 magiari.

## Educazione
In località Budoi (Bihor) è stato istituito il Liceul Teoretic "Josef Kozacek" in lingua slovacca. In questo istituto viene assicurato tutto il ciclo dalle primarie al liceo in lingua madre slovacca.

## Religione
Sotto l'aspetto confessionale nel distretto di Bihor vi è la maggioranza di individui che professa religione romano-cattolica, mentre nel distretto di Arad sono luterani.

## Rappresentanza politica
Come minoranza etnica riconosciuta, quella slovacca e quella ceca, hanno un rappresentante nella Camera Deputaților. Nel 2008 il deputato era Adrian Merka.
Nel 2008 i sindaci di Plopiș, Francisc Pisek, sono stati condannati per fatti di corruzione.

## Vari
In dialetto romeno il nome dato agli slovacchi di Romania è tăuți, che deriva dal magiaro tóth.

## Galleria d'immagini

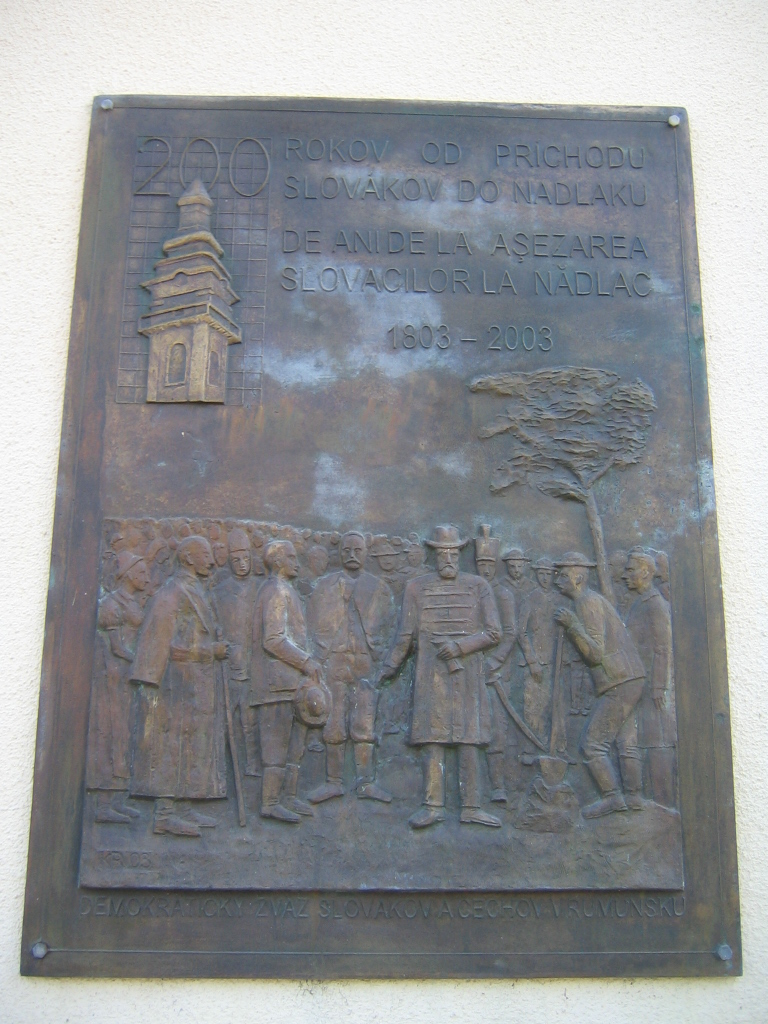
Placca commemorativa per i 200 anni della venirea slovacilor a Nădlac
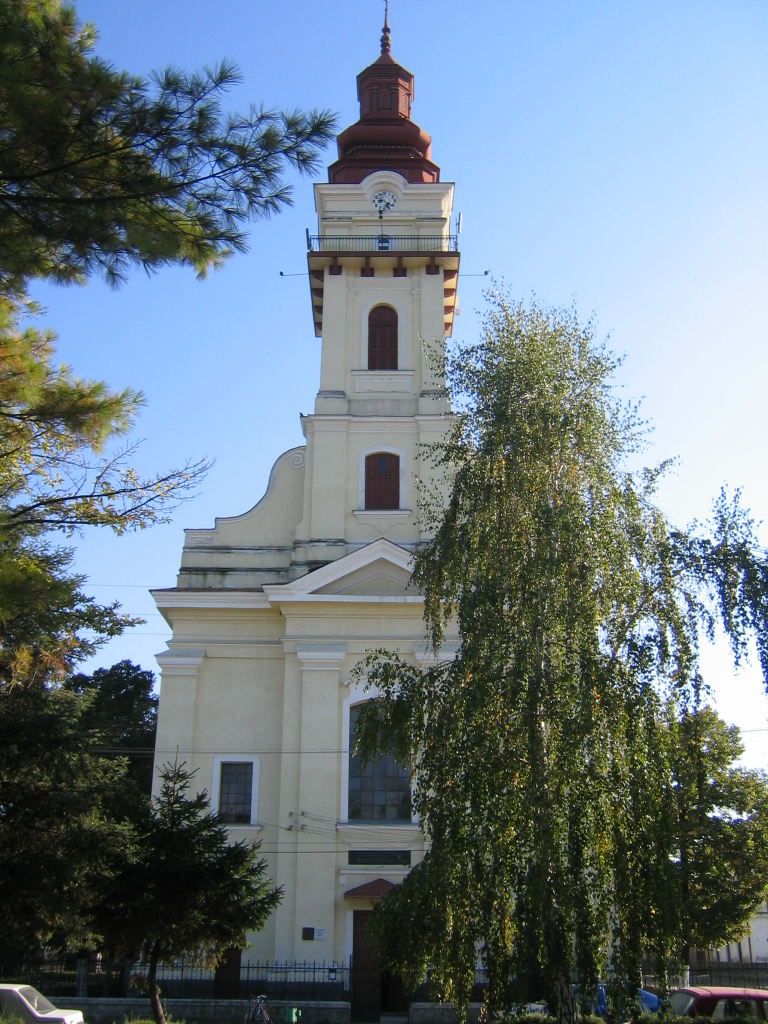
Chiesa evangelica slovacca di Nădlac